# Legenda telewizji 2: Kontynuacja
Legenda telewizji 2: Kontynuacja (ang. Anchorman 2: The Legend Continues) – amerykański film komediowy z 2013 roku w reżyserii Adama McKaya, wyprodukowany przez wytwórnie Apatow Productions i Gary Sanchez Productions. Sequel filmu Legenda telewizji z 2004 roku. Główne role w filmie zagrali Will Ferrell, Christina Applegate, Steve Carell, Paul Rudd i David Koechner.
Premiera filmu odbyła się w Australii 24 listopada 2013, w Stanach Zjednoczonych 18 grudnia 2013.

## Fabuła
Dwójka dawnych rywali – Ron Burgundy (Will Ferrell) i Veronica Corningstone (Christina Applegate) są kochającym się małżeństwem. Oboje pracują dla prestiżowej sieci prasowej w Nowym Jorku. Pewnego dnia najpopularniejszy prezenter wieczornych wiadomości Mack Tannen (Harrison Ford) przechodzi na emeryturę. Na swoje miejsce mężczyzna promuje Veronicę. Zazdrosny o sukcesy żony Ron odchodzi od niej i ich sześcioletniego syna, Waltera. Pół roku później Burgundy wraca do San Diego, gdzie zmaga się z depresją. Znajduje pracę w delfinarium, ale za obrażanie publiczności i niezdrowy stosunek do zwierząt zostaje zwolniony z roboty. Zrozpaczony Ron postanawia się zabić i ostatecznie wiesza się na lampie.
Po nieudanej próbie samobójczej znajduje go wysłannik nowej stacji telewizyjnej. Okazuje się, że miliarder Freddie Shapp (Dylan Baker) postanowił otworzyć pierwszą na świecie telewizję nadającą wiadomości przez całą dobę. Pocieszony Ron przyjmuje propozycję pracy i zbiera swoją starą ekipę, aby poprowadzić 24-godzinny kanał informacyjny. Tymczasem odkrywa, że Veronica zaczęła spotykać się z psychologiem Garym (Greg Kinnear).

## Obsada
- Will Ferrell jako Ron Burgundy
- Steve Carell jako Brick Tamland
- Paul Rudd jako Brian Fantana
- David Koechner jako Champ Kind
- Christina Applegate jako Veronica Corningstone
- Dylan Baker jako Freddie Shapp
- Meagan Good jako Linda Jackson
- James Marsden jako Jack Lime
- Fred Willard jako Ed Harken
- Kristen Wiig jako Chani Lastnamé
- Josh Lawson jako Kench Allenby
- Chris Parnell jako Garth Holliday
- Greg Kinnear jako Gary
- Wilbur Fitzgerald jako doktor Milton Brangley
- Judah Nelson jako Walter Burgundy
- Harrison Ford jako Mack Tannen

## Produkcja
Zdjęcia do filmu kręcono w Atlancie i na wyspie Saint Simons w stanie Georgia, Nowym Jorku, Nowym Orleanie (Luizjana) oraz w San Diego (Kalifornia) w Stanach Zjednoczonych.

## Odbiór

### Box office
Film Legenda telewizji 2: Kontynuacja zarobił łącznie $127.4 mln dolarów w Ameryce Północnej, a $46.3 mln w pozostałych państwach; łącznie $173.6 mln.

### Krytyka w mediach
Film Legenda telewizji 2: Kontynuacja spotkał się z pozytywnymi recenzjami od krytyków. W serwisie Rotten Tomatoes średnia ocen filmu wyniosła 75% ze średnią oceną 6,4 na 10. Na portalu Metacritic średnia ocen wyniosła 61 punktów na 100.

### Nagrody i nominacje
| Rok  | Miejsce               | Nagroda               | Kategoria                                        | Odbiorcy i nominowani                                  | Wynik     |
| ---- | --------------------- | --------------------- | ------------------------------------------------ | ------------------------------------------------------ | --------- |
| 2014 | MTV Movie Awards 2014 | Złoty Popcorn         | Najbardziej zaskakująca scena w dachującym vanie | David Koechner, Paul Rudd, Steve Carell i Will Ferrell | Nominacja |
| 2014 | MTV Movie Awards 2014 | Złoty Popcorn         | Najlepsza rola 'cameo'                           | Kanye West                                             | Nominacja |
| 2014 | MTV Movie Awards 2014 | Złoty Popcorn         | Najlepsza rola 'cameo'                           | Amy Poehler i Tina Fey                                 | Nominacja |
| 2014 | MTV Movie Awards 2014 | Złoty Popcorn         | Najlepsza scena walki                            | Obsada filmu                                           | Nominacja |
| 2014 | Teen Choice Awards    | Teen Choice           | Ulubiona komedia                                 | Legenda telewizji 2: Kontynuacja                       | Nominacja |
| 2014 | Teen Choice Awards    | Teen Choice           | Ulubiona aktorka komedii                         | Christina Applegate                                    | Nominacja |
| 2014 | Teen Choice Awards    | Teen Choice           | Ulubiony aktor komedii                           | Will Ferrell                                           | Nominacja |
| 2014 | People’s Choice Award | Kryształowa Statuetka | Ulubiony film z końca roku                       | Legenda telewizji 2: Kontynuacja                       | Nominacja |